# Bispidin
Bispidin ist eine bicyclische, heterocyclische Verbindung, deren systematischer Name 3,7-Diazabicyclo[3.3.1]nonan lautet.

## Vorkommen
Bispidin bildet den Grundkörper einiger Alkaloide wie z. B. Spartein und Cytisin.

## Darstellung
Die Synthese von Bispidin kann über eine durch Raney-Nickel katalysierte Hydrierung von Pyridin-3,5-carbonitril erfolgen. Eine mehrstufige Synthese geht vom Pyridin-3,5-dicarboxyethylester aus, der zunächst über Platinoxid zum Piperidin-3,5-dicarboxyethylester hydriert wird. Eine Reduktion mittels Lithiumaluminiumhydrid ergibt dann 3,5-Bis(hydroxymethyl)-piperidin. Durch nucleophile Substitution wird der Dialkohol zunächst in das Dibromid und dann in das Diamid überführt, welches zur Zielverbindung zyklisiert.

Eine neuere Synthese geht von Allylamin und Ethylacrylat aus, wo zunächst in einer doppelten Mannich-Reaktion über 1-Allylpiperidin-4-on das N,N'-Diallylbispidinon gebildet wird. Eine anschließende Wolff-Kishner-Reduktion und Deallylierung mit Chlorameisensäureethylester ergibt das Bispidin.
Bispidinderivate können zum Beispiel durch selektive Michael-Additionen dargestellt werden.

## Eigenschaften
Bispidin ist ein weißer kristalliner Feststoff, der schon ab 135 °C zu sublimieren beginnt. Im geschlossenen Röhrchen kann ein Schmelzpunkt bei 158–161 °C beobachtet werden.
Die Umsetzung mit Formaldehyd ergibt das Diazaadamantan.

## Verwendung
Bispidinderivate finden Anwendung in der Chemie als Chelatliganden für Übergangsmetalle.